# Chelus fimbriatus
Chelus fimbriata là một loài rùa trong họ Chelidae. Loài này được Schneider mô tả khoa học đầu tiên năm 1783.

## Hình ảnh

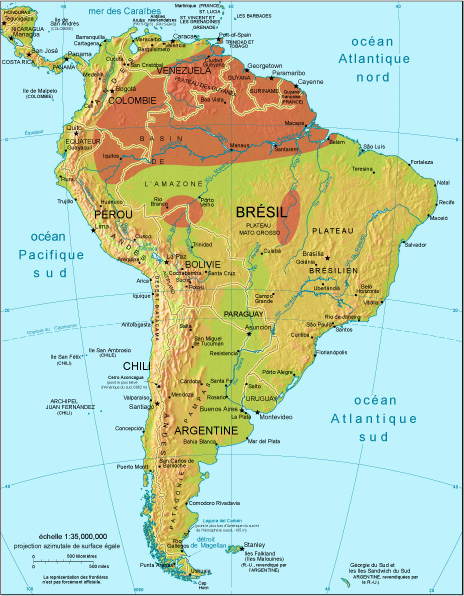
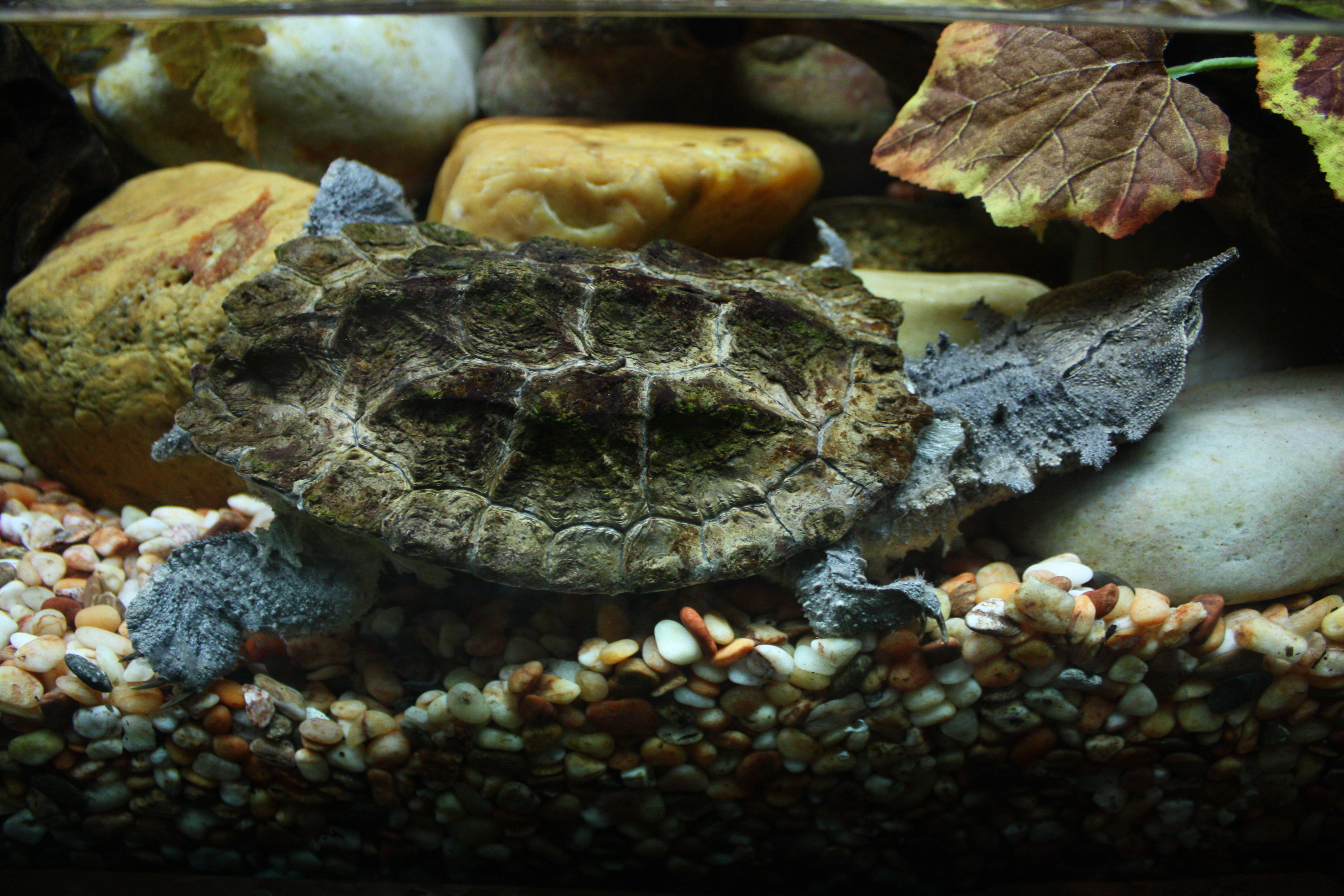
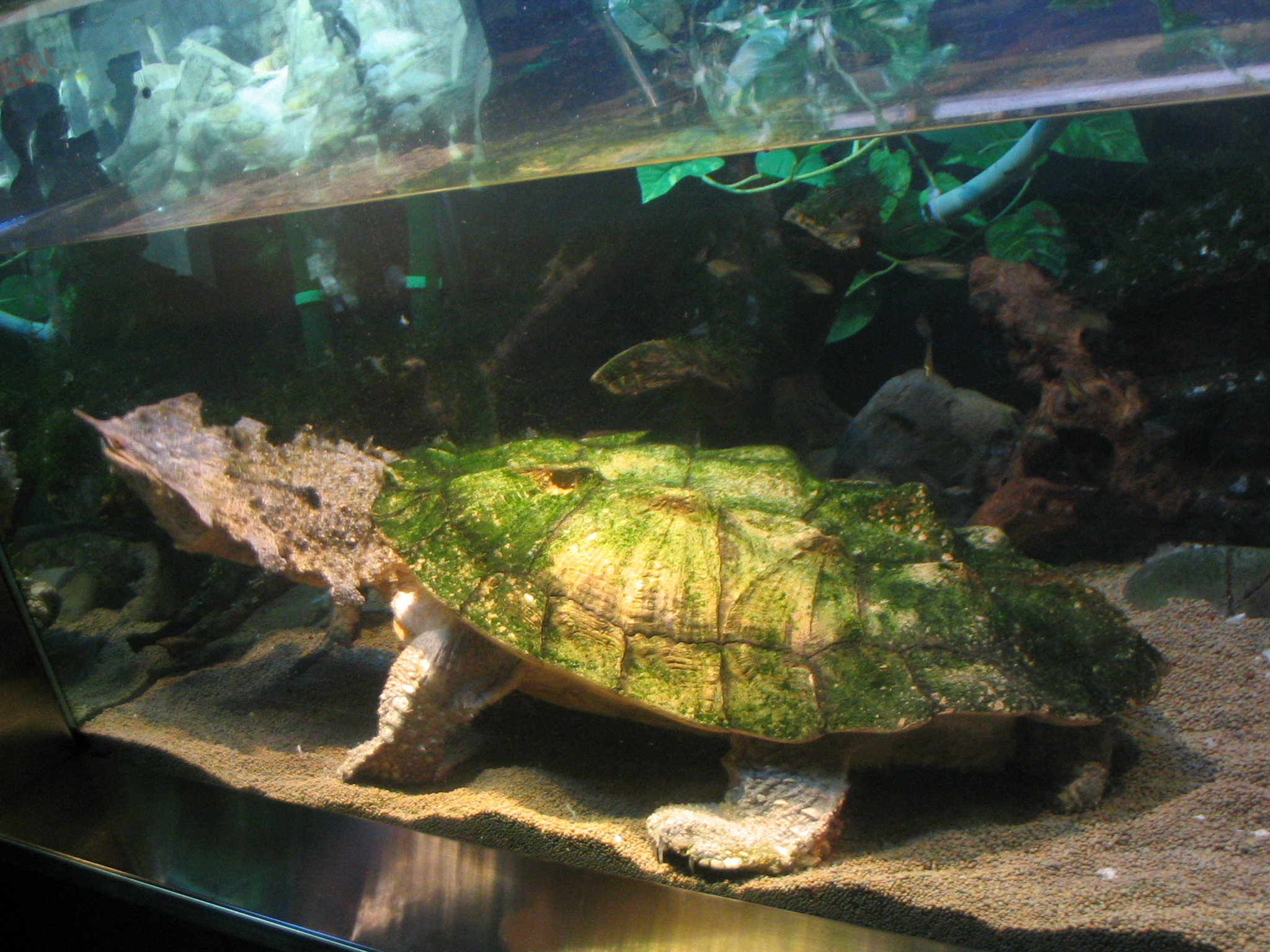
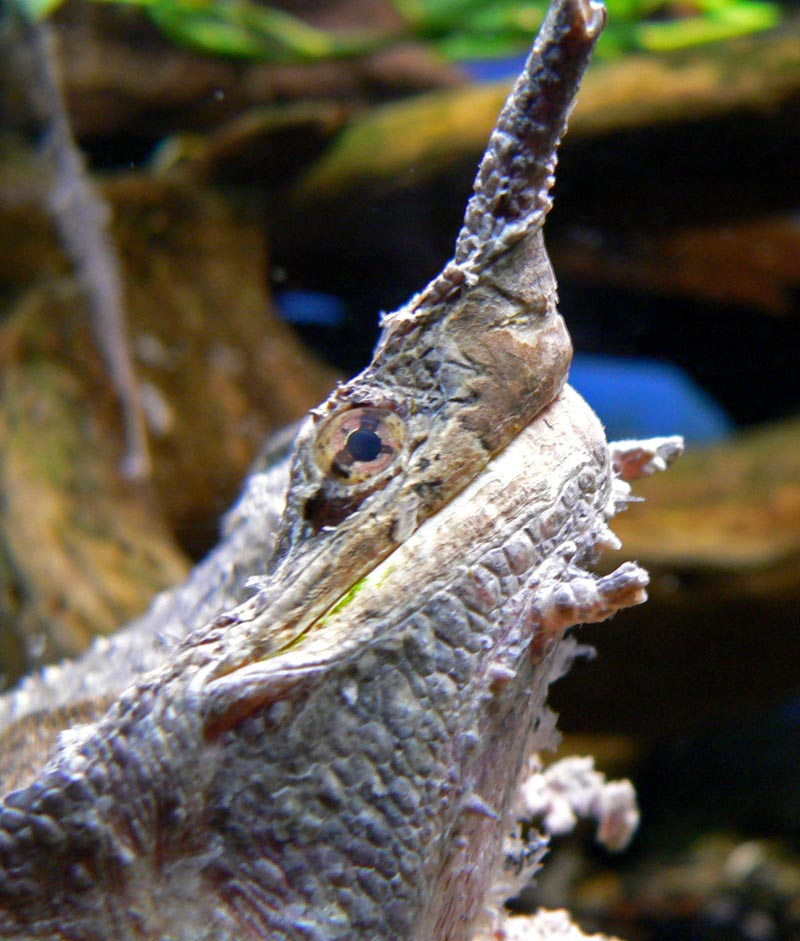
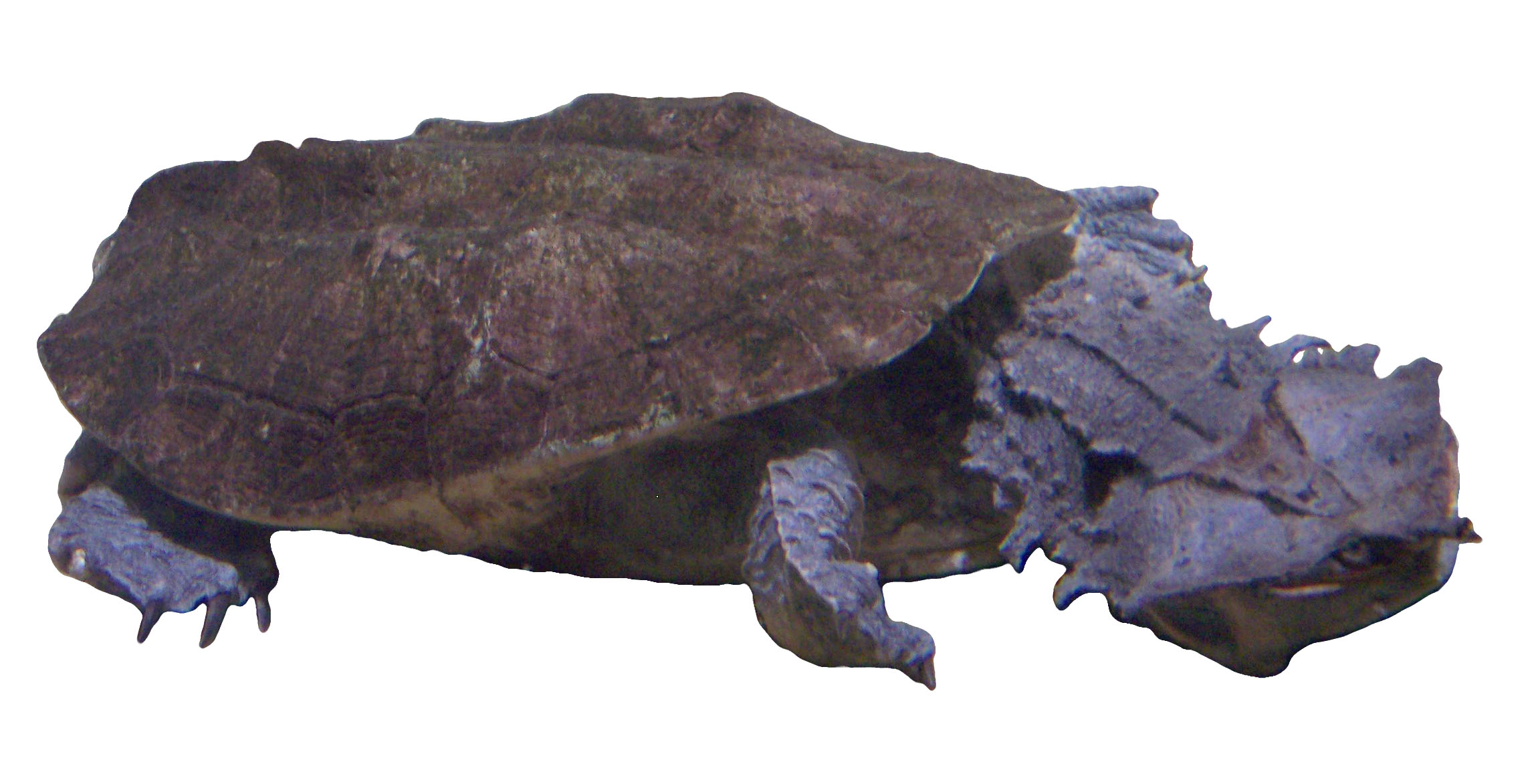